# Die Tragödie des Menschen

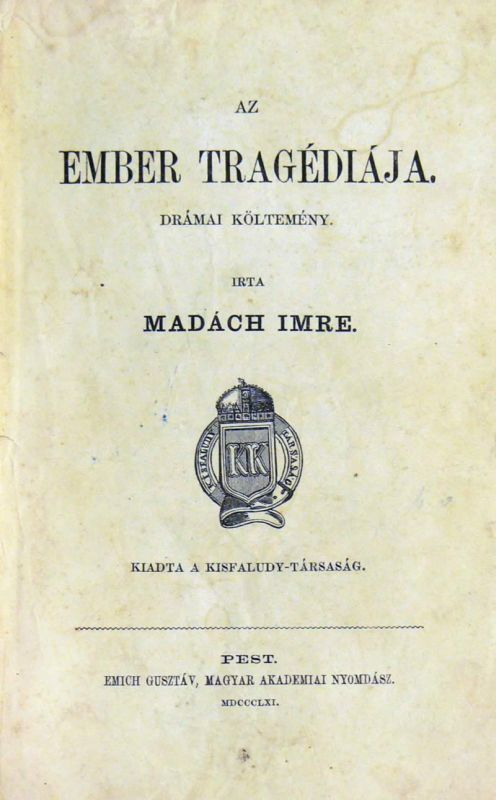
Titelblatt der Erstausgabe (1861, recte 1862).

Die Tragödie des Menschen (ungarisch Az ember tragédiája) ist eine dramatische Dichtung des ungarischen Schriftstellers Imre Madách. Das Stationendrama besteht aus 15 Bildern und ist größtenteils in Blankversen abgefasst. Es ist am 16. Januar 1862 erschienen (auf dem Titel der Erstausgabe ist das Jahr 1861 angegeben) und wurde am 21. September 1883 in Budapest uraufgeführt.

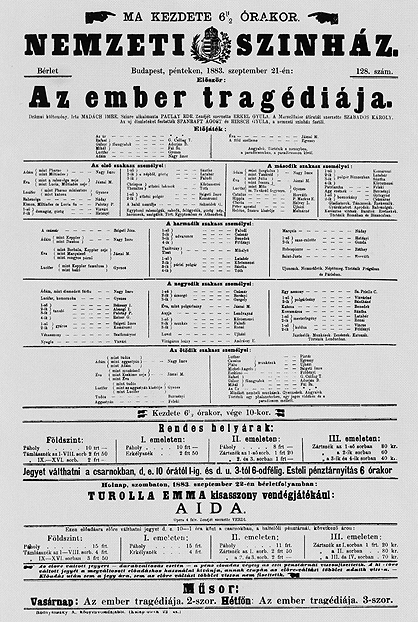
Das Plakat zur Erstaufführung 1883.

Das Drama, das als bekanntestes Werk Madáchs gilt, ist deutlich inspiriert von Goethes Faust-Dichtung. Der Schlusssatz, in dem der Herr dem Menschen auf dessen Furcht vor dem Ende des Lebens damit antwortet, er solle kämpfen und vertrauen, gilt als eines der bekanntesten literarischen Zitate in Ungarn. Man findet ihn beispielsweise auf Briefmarken, in Schulgebäuden oder Kultureinrichtungen:

„Mondottam, ember: küzdj és bízva bízzál!“

„Mensch, dein Gebot sei: kämpfen und vertrauen.“

## Inhalt
Nach drei Eröffnungsbildern bringen die folgenden Szenen Adam, Eva und Luzifer an verschiedene Orte und Zeiten in Vergangenheit, Zukunft und Gegenwart:
- 1. Bild: Im Himmel, direkt nach der Erschaffung der Welt durch den Herrn. Die Erzengel preisen dessen Werk, Luzifer dagegen kritisiert einige Schöpfungswidersprüche.
- 2. Bild: Im Paradies. Adam und Eva werden von Luzifer verführt, vom Baum der Erkenntnis zu essen, ungeachtet der Warnungen durch die Stimme des Herrn.
- 3. Bild: Außerhalb des Paradieses. Adam und Eva kümmern sich nun selbst um ihr Geschick. Sie bitten Luzifer, ihnen „einen Blick in künftige Zeit“ zu gestatten.
- 4. Bild: In Ägypten, Adam als Pharao, Luzifer als sein Minister, Eva erscheint als Frau eines Sklaven. Adam lässt eine Pyramide bauen, um seinen Nachruhm zu festigen.
- 5. Bild: In Athen. Eva erscheint als Lucia, Gattin des Feldherrn Miltiades, des Siegers von Marathon, mit ihrem Sohn Kimon. Vor der Tempelhalle muss Lucia mit anhören, wie ihr Mann verleumdet wird. Als er eintrifft, wird er von undankbarem Volk gerichtet.
- 6. Bild: In Rom. Adam ist Sergiolus, ein reicher Römer. Zusammen mit anderen schaut er einen Gladiatorenkampf. Insgesamt wird ein Bild römischer Dekadenz gezeichnet. Plötzlich erscheint Petrus, der mit dem Christentum eine neue Idee verkündet, von der sich Adam hinreißen lässt: „Nun auf zum Kampf, die neue Lehre / Begeistre uns, erschaffen wir / Die neue Welt.“
- 7. Bild: In Byzanz. Adam ist Tankred, der gerade vom Kreuzzug zurückkehrt. Eva ist Isaura, die auf Adams Liebesschwüre nicht eingehen kann, da sie einem Gelübde ihres Vaters, eines Kreuzfahrers, nachkommt und ins Kloster geht.
- 8. Bild: In Prag am Hofe Rudolfs II., Adam als Johannes Kepler, Eva als dessen Frau Barbara, Luzifer als Keplers Famulus. Adam verzweifelt daran, dass er den kirchlichen Lehren nicht zuwider forschen darf und stattdessen mit astrologischen Vorhersagen dienen muss.
- 9. Bild: Paris, Place de Grève. Adam als Danton, der Freiheit, Gleichheit, Brüderlichkeit predigt. Am Ende wird er von der aufgeputschten Volksmenge aufgegriffen und der Guillotine zugeführt.
- 10. Bild: Zurück in Prag, das Geschehen in Paris im vorigen Bild entpuppt sich als ein Traum Keplers. Es folgt ein Lehrgespräch Keplers mit einem wissbegierigen Schüler.
- 11. Bild: Im London der Gegenwart, buntes Markttreiben zwischen Tower und Themse. Adam und Luzifer mischen sich als einfache Arbeiter unters Volk, Eva erscheint als Bürgermädchen.
- 12. Bild: In einem Phalanstère in naher Zukunft. Adam und Luzifer sprechen mit einem Gelehrten, der ihnen eine von Technokratie getriebene Welt vorführt, aus der zu Adams Schrecken jegliche Poesie verbannt ist. Der Gelehrte versucht, einen Retortenmenschen zu erzeugen.
- 13. Bild: Im Weltraum. Adam als alter Mann, fliegt mit Luzifer durch die Sphären, kehrt schließlich aber zur Erde zurück.
- 14. Bild: In eisiger Gegend in der Zukunft, Adam als gebrochener Greis, verzweifelt angesichts dieser Dystopie. Luzifer erweckt ihn aus seinem Traum.
- 15. Bild: Zurück in der Palmenlandschaft des 3. Bildes, Adam wieder als Jüngling, er ist wegen der Traumbilder noch etwas gebeutelt. Da meldet ihm Eva, dass sie schwanger sei, und Adam schöpft neuen Mut. Gerade als Luzifer wieder einschreiten will, kehrt der Herr zurück und stellt sich wieder an die Seite der Menschheit.

## Aufführungen
- 1982 wurde eine Neuübersetzung des Dramas von György Sebestyén als Hörspiel vom ORF ausgestrahlt.[1]
- September 1983, zum 100 Jahr Jubiläum der Uraufführung, fand am Stadttheater Klagenfurt die erste Aufführung in dieser neuen Übersetzung statt, in der Regie von Tamás Ferkay. Mit Elfriede Schüsseleder als Eva, Walter Holub als Adam und Peter Ertelt als Luzifer.[2]
- Im selben Jahr wurde diese Produktion am Budapester Vígszínház Theater als Gastspiel gezeigt.
- Die Aufführungsrechte für das Stück liegen beim Thomas Sessler Verlag in Wien.